# Forte di Sant'Andrea
Forte di Sant'Andrea is een 16e-eeuws fort op het eiland Sant'Andrea in de Lagune van Venetië.
Het werd gebouwd om de stad Venetië te verdedigen. Vanaf het fort zijn Lido di Venezia, het San Marcoplein, het Dogepaleis en de rest van Venetië te zien.

## Afbeeldingen

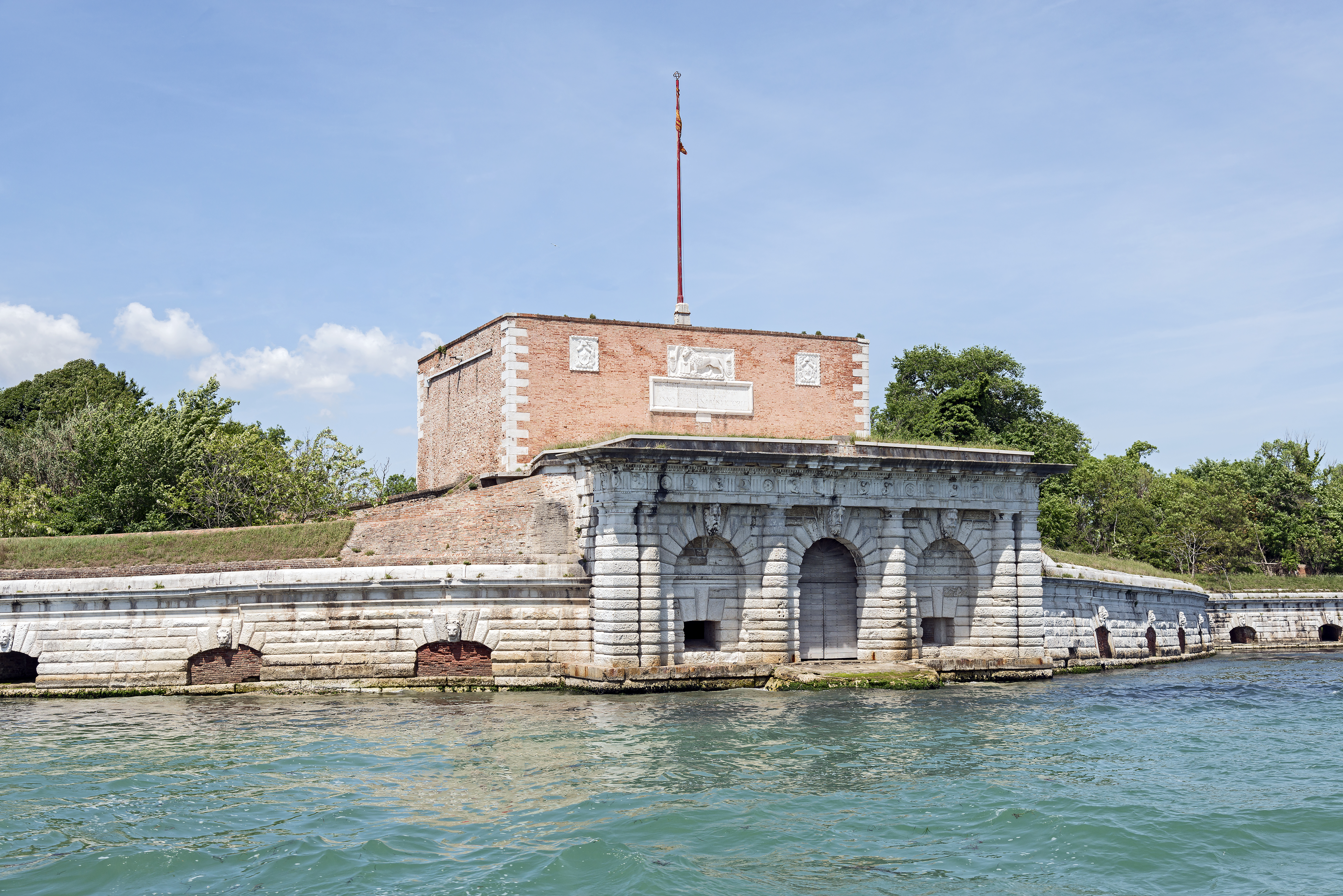
Het fort gezien vanaf het water
Wapen Forte di Sant'Andrea/Venetië